# Галлиулов, Азгат Ахметович
Азгат Ахметович Галлиулов (1 сентября 1959, Ставрополь, Куйбышевская область) — советский и российский футболист, защитник. Футбольный тренер.

## Карьера игрока
Родился в Тольятти, вместе со старшими братьями посещал футбольную секцию на стадионе «Труд». В 1975 году Борис Казаков и Альфред Федоров пригласили Галлиулова в тольяттинское «Торпедо» из юношеской сборной России, в которой он играл вместе с Хидиятуллиным и Глушаковым.
Азгат Галлиулов вышел на поле в возрасте 15 лет 8 месяцев и стал самым молодым футболистом «Торпедо» в истории клуба.
В 1976 перешёл в куйбышевские «Крылья Советов» из Высшей лиги, но выступал только за дубль. За основной состав дебютировал только в 1982, когда «Крылья» выступали во Второй лиге. Сыграл в чемпионатах за основной состав «Крыльев Советов» 236 матчей. В 1989 году ушёл в горьковский «Локомотив».

## Карьера тренера
В 2007 году возглавил женский футбольный клуб «Лада» из Тольятти. За два года вывел клуб из Второй лиги в Высшую. В настоящее время — старший тренер СДЮСШОР «Лада».

## Достижения
- Обладатель Кубка РСФСР: 1980